# Малыш, Адам
Ада́м Ге́нрик Ма́лыш (пол. Adam Henryk Małysz; род. 3 декабря 1977, Висла, Польша) — польский прыгун с трамплина, четырёхкратный чемпион мира, четырёхкратный обладатель Кубка мира и четырёхкратный призёр Олимпийских игр.

## Биография
Адам начал карьеру в 17-летнем возрасте. В 2001 году впервые выиграл престижное «Турне четырёх трамплинов». Он оказался первым прыгуном в истории состязаний, кому удалось набрать 1000 очков в личной классификации.
Четырежды был членом зимней Олимпийской сборной Польши, с 1998 по 2010 год. Серебряный призёр зимних Олимпийских игр 2002 года на большом трамплине и бронзовый на нормальном трамплине. Двукратный серебряный призёр зимних Олимпийских игр 2010 года на нормальном и большом трамплине.

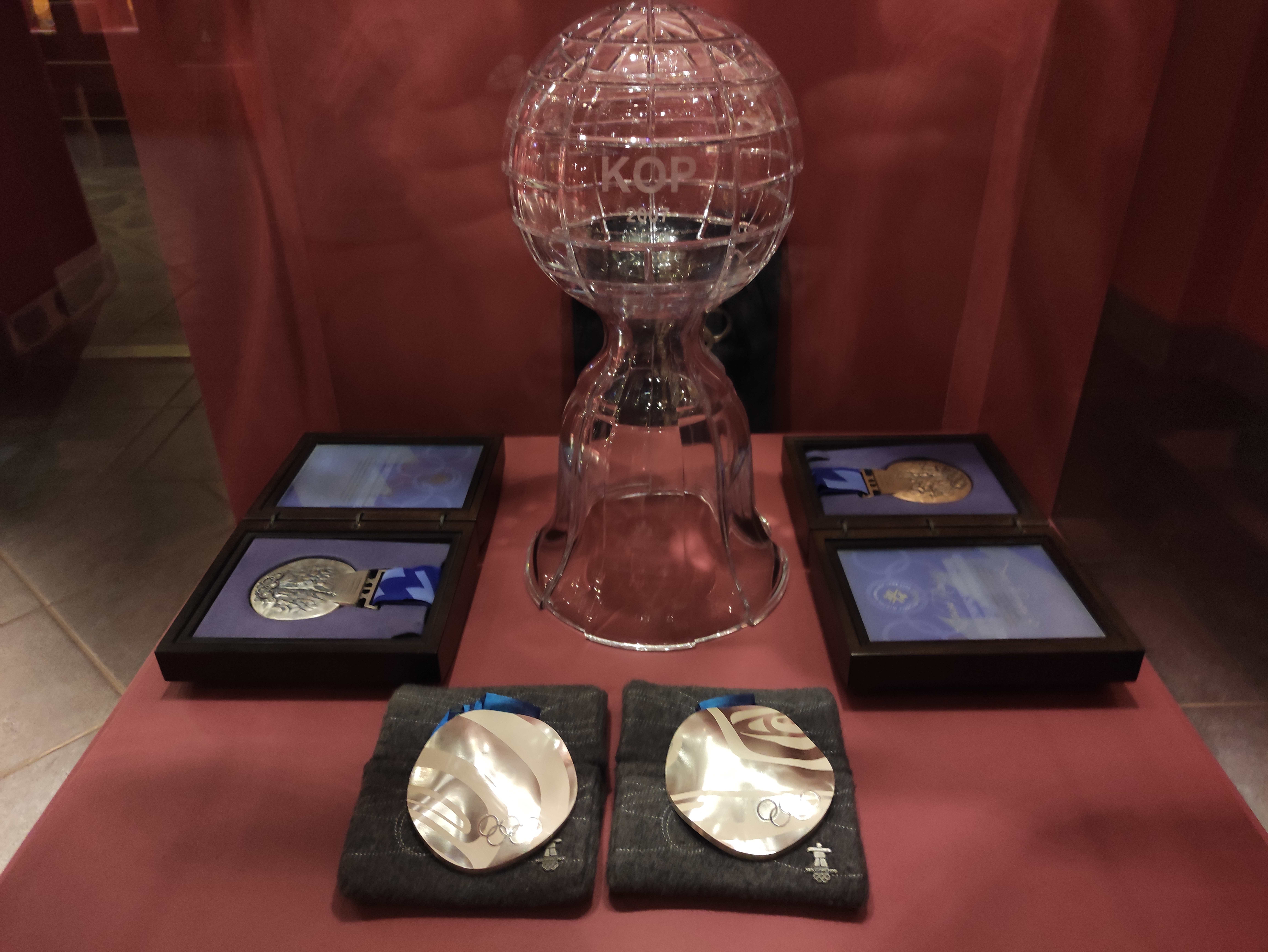
Олимпийские медали Адама Малыша в музее. Слева серебро, справа бронза, обе из Солт-Лейк-Сити 2002, по центру две серебряных медали из Ванкувера 2010

Четырёхкратный чемпион мира — в 2001, 2003 и 2007 годах победил на нормальном трамплине и в 2003 году на большом трамплине. Серебряный медалист чемпионата мира 2001 года на большом трамплине. Бронзовый медалист чемпионата мира 2011 на нормальном трамплине.

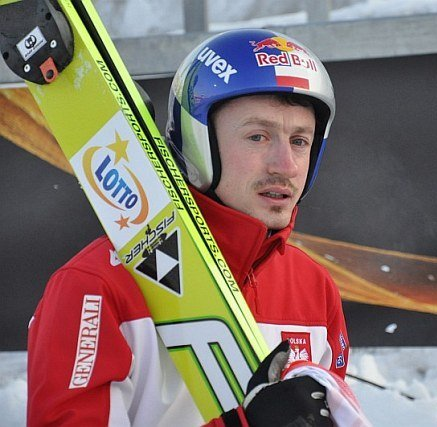
2011 год

Четырёхкратный победитель Кубка мира — в 2001, 2002, 2003 и 2007 году, стал первым и единственным прыгуном, который победил три раза подряд и вторым, который победил 4 раза. 39 раз побеждал в соревнованиях Кубка мира по прыжкам с трамплина (в 1996—2011 годах). Больше побед одержал только Матти Нюканен (46); 53 раза занимал второе—третье места на этапах Кубка мира — всего 92 подиума (второе место в истории после 108 подиумов Янне Ахонена). Победитель «Турне четырёх трамплинов» (2001). В 2003 году бронзовый медалист этого турнира. Трёхкратный победитель летнего Гран-при (2001, 2004, 2006). 13 раза побеждал на этапах этого турнира и 15 раз был призёром. 1 раз победил в конкурсе Континентального кубка.
Впервые поднялся на подиум на этапах Кубка мира в феврале 1996 года, последний — 20 марта 2011 года.
Являлся рекордсменом 6 трамплинов (Лахти, Филлах, два в Валь-ди-Фьемме, Саппоро, Титизе-Нойштадт).
39-кратный чемпион Польши на нормальном трамплине и на большом трамплине. Второй поляк, который преодолел 200 метров (после Роберта Матеи). Бывший рекордсмен Польши в полётах — 230,5 метра (2011). Рекордсмен мира (до 2005) на большом трамплине — 151,5 метра (2001, Виллинген).
В 2011 году Адам Малыш был признан «Спортсменом десятилетия» Польши.
20 марта 2011 года совершил прощальный прыжок в Планице. Через месяц Малыш объявил, что стартует на Ралли Дакар 2012. В 2016 году Малыш возвращается к карьере, подписав контракт на два года на должность нового спортивного директора сборной Польши по прыжкам с трамплина. Кроме них Малыш курировал сборную Польшу по лыжному двоеборью.
Как обладатель четырёх золотых медалей чемпионата мира и других призов, Адам Малыш входит в состав самых успешных летающих лыжников в истории.
Жена Изабела, дочь Каролина. Вместе с женой организовал фонд «Izabella and Adam Malysz Foundation». Кумир Малыша — Йенс Вайсфлог.

## Государственные награды
- Командор со звездой ордена «Возрождения Польши» (2010)
- Командор ордена «Возрождения Польши» (2007)
- Офицер ордена «Возрождения Польши» (2002)